# マルコス・アウレリオ・ジ・オリヴェイラ・リマ
マルコス・アウレリオ・ジ・オリヴェイラ・リマ（Marcos Aurélio de Oliveira Lima、1984年2月10日 - ）は、ブラジル・マットグロッソ州クイアバ出身のプロサッカー選手。ルヴェルデンセEC所属。ポジションはフォワード。
Jリーグ時代の登録名はマルコス・アウレリオ、Kリーグ時代の登録名はマルコス（ハングル: 마르코스）。

## 経歴
ブラジル・サンパウロ州のSCコリンチャンス・パウリスタユース出身で、2002年に同クラブからプロデビュー。いくつかのプロチームを渡り歩いた後、2006年に移籍したアトレチコ・パラナエンセで、ジヴァニウド・オリヴェイラ、アントニオ・ロペスといったカウンター志向の強い監督の元、デニス・マルケス（かつて大宮アルディージャでもプレーした）との優れたコンビネーションでリーグを席巻。セリエAで9ゴールを挙げた。この実績を買われ、翌2007年に強豪サントスFCに移籍。
サントスFCでは、ヴァンデルレイ・ルシェンブルゴ監督（当時）が目指した縦に速いカウンターサッカーに適応し、並み居る競合FWを抑えてスタメンを獲得。ロドリゴ・ティウイやクレーベル・ペレイラらとのコンビネーションでサンパウロ州選手権では6ゴール、セリエAでは7ゴールを挙げる活躍を見せる。
2008年、4シーズン目となる長谷川健太監督の元、悲願のタイトル奪取を目標とする清水エスパルスに「20得点できる大砲」と期待され移籍。しかしながらフィジカル面の弱さから潰されることも多く、チームにもフィットしきれず、シーズン終盤戦もベンチ入りは頻繁にしたものの起用されることなくノーゴールでの退団が決まった。
2009年はセリエAのコリチーバFCでプレーする。
2015年5月、セアラーSCを退団しコリチーバFCに復帰することとなった。

## エピソード
- ペレに「ロマーリオ二世」と称されたことがある。
- 有野晋哉のファンクラブ会員でもある[要出典]。
- ブラジル国内の報道によると清水はマルコス・アウレリオの保有権（パス）を20%所有していると言われていた。
- 2007年シーズン一杯で清水のエースストライカーであったチョ・ジェジンが欧州移籍を希望していたため、その穴を埋めるFW補強が急務であった。当初清水の2008年シーズンに向けての第一補強候補は、かつて在籍していたアラウージョであったが交渉決裂し、マグノ・アウベスと交渉を進めたがこれも決裂。最終的にブラジルでのアラウージョ視察の際、相手チームの選手として試合に出ていたアウレリオを獲得した。
- 2008年7月、バレーを移籍により失ったガンバ大阪が代替FWとしてリストアップするも清水への残留が決定する。

## 個人成績
| 国内大会個人成績 | 国内大会個人成績 | 国内大会個人成績 | 国内大会個人成績 | 国内大会個人成績 | 国内大会個人成績 | 国内大会個人成績 | 国内大会個人成績 | 国内大会個人成績 | 国内大会個人成績 | 国内大会個人成績 | 国内大会個人成績 |
| 年度             | クラブ           | 背番号           | リーグ           | リーグ戦         | リーグ戦         | リーグ杯         | リーグ杯         | オープン杯       | オープン杯       | 期間通算         | 期間通算         |
| 年度             | クラブ           | 背番号           | リーグ           | 出場             | 得点             | 出場             | 得点             | 出場             | 得点             | 出場             | 得点             |
| ブラジル         | ブラジル         | ブラジル         | ブラジル         | リーグ戦         | リーグ戦         | ブラジル杯       | ブラジル杯       | オープン杯       | オープン杯       | 期間通算         | 期間通算         |
| ---------------- | ---------------- | ---------------- | ---------------- | ---------------- | ---------------- | ---------------- | ---------------- | ---------------- | ---------------- | ---------------- | ---------------- |
| 2002             | コリンチャンス   |                  |                  |                  |                  |                  |                  |                  |                  |                  |                  |
| 2003             | コリンチャンス   |                  |                  |                  |                  |                  |                  |                  |                  |                  |                  |
| 2004             | バルバレンセ     |                  |                  |                  |                  |                  |                  |                  |                  |                  |                  |
| 2005             | ヴィラ・ノヴァ   |                  |                  |                  |                  |                  |                  |                  |                  |                  |                  |
| 2005             | イトゥアーノ     |                  |                  |                  |                  |                  |                  |                  |                  |                  |                  |
| 2006             | アトレチコ-PR    |                  |                  | 20               | 10               |                  |                  |                  |                  |                  |                  |
| 2006             | ブラガンチーノ   |                  |                  |                  |                  |                  |                  |                  |                  |                  |                  |
| 2007             | サントス         |                  |                  | 33               | 7                |                  |                  |                  |                  |                  |                  |
| 日本             | 日本             | 日本             | 日本             | リーグ戦         | リーグ戦         | リーグ杯         | リーグ杯         | 天皇杯           | 天皇杯           | 期間通算         | 期間通算         |
| 2008             | 清水             | 18               | J1               | 9                | 0                | 4                | 0                |                  |                  |                  |                  |
| 通算             | ブラジル         | ブラジル         |                  |                  |                  |                  |                  |                  |                  |                  |                  |
| 通算             | 日本             | 日本             | J1               | 9                | 0                | 4                | 0                |                  |                  |                  |                  |
| 総通算           |                  |                  |                  |                  |                  |                  |                  |                  |                  |                  |                  |

## タイトル

### クラブ
コリンチャンス
- カンピオナート・パウリスタ：2003

バルバレンセ
- カンピオナート・ブラジレイロ・セリエC：2004

ヴィラ・ノヴァ
- カンピオナート・ゴイアーノ：2005

サントス
- カンピオナート・パウリスタ：2007

コリチーバ
- カンピオナート・パラナエンセ：2010、2011
- カンピオナート・ブラジレイロ・セリエB：2010

インテルナシオナル
- カンピオナート・ガウショ：2012

セアラー
- コパ・ド・ノルデスチ（ポルトガル語版）：2015

ボタフォゴ-PB
- カンピオナート・パライバーノ：2018、2019

### 個人
- カンピオナート・パラナエンセ最優秀選手：2011
- カンピオナート・パラナエンセ ベストイレブン：2011